# Wedesbüttel
Wedesbüttel ist zusammen mit der Siedlung Martinsbüttel ein Ortsteil von Meine im Landkreis Gifhorn im östlichen Niedersachsen.

## Geographie

### Lage
Der Ort Wedesbüttel liegt mit seiner Gemarkung im östlichen Teil der leicht gewellten diluvialen Geest-Hochfläche des Papenteichs und hier speziell der „Meiner Lehmplatte“. Die Gemarkung wird durch den Mittellandkanal in eine größere östliche und eine kleinere nördliche Fläche geteilt. Das Dorf Wedesbüttel liegt östlich des Mittellandkanals auf der östlichen Terrasse der ehemaligen Hehlenriede (Höhe: 73–77 m NN), im Norden der Gemarkung liegt das Gut Martinsbüttel am Osthang der obersten Hehlenriede (Höhe: 76-73 m NN).

### Ortsgliederung
Wedesbüttel besteht aus den zwei Siedlungsbereichen Wedesbüttel und Martinsbüttel. Das alte Dorf Martinsbüttel fiel im Spätmittelalter wüst, die Ländereien wurden dem Gut in Wedesbüttel zugeordnet. 1863 wurde der Sitz des Gutes von Wedesbüttel nach Martinsbüttel verlagert.

### Nachbargemeinden
Die benachbarten Gemeinden bzw. Orte im Uhrzeigersinn sind: Wasbüttel im Norden, Edesbüttel, Allenbüttel, Brunsbüttel, Essenrode, Grassel im Süden, Abbesbüttel, Meine, Wedelheine im Westen, Ohnhorst.

### Geologie
Bezogen auf den tieferen Untergrund liegt Wedesbüttel im Bereich eines nordsüdlichen, rheinischen Streichens, welches vor dem subherzynischen Hügelland auftritt.
Zwischen Bechtsbüttel – Abbesbüttel – Wedesbüttel scheint eine tektonische Störungszone zwischen der Kreide im Westen und dem Jura im Osten zu liegen. Da es zugleich andere geologische Phänomene gibt, die sonst in der Nähe von Salzstöcken auftreten, vermutete man einen entsprechenden Zusammenhang. Messungen bei Wedesbüttel mit der Eötvös'schen Drehwaage lieferten 1926 jedoch keinen Nachweis eines Salzstockes.
An der Oberfläche ist das Gebiet um Wedesbüttel geologisch durch das Pleistozän geprägt. Obwohl im Osten bei Hondelage und Essenrode noch der Jura ansteht und im Westen bei Vordorf und Meine die jüngere Obere Kreide zutage tritt, ist das Gebiet eiszeitlich geformt.
Die eiszeitliche Geschiebemergelebene des Papenteichs durchzieht ein einheitlicher „Streifen“ von Sand und Kies zwischen Abbesbüttel und Wedesbüttel Richtung Wasbüttel und folgt damit dem Verlauf der ehemaligen Hehlenriede; diese Zone wird geologisch auch als „Abbesbütteler Senke“ oder „Abbesbütteler Tal“ bezeichnet. Sie ist, wie Bohrungen anlässlich der Planung des Mittellandkanals ergaben, seitlich mit dem Geschiebemergel verzahnt und stellt die Ausprägung einer typischen eiszeitlichen Rinne mit einer Tiefe von mehr als 20 m im Geschiebemergel dar. Die oben sehr feinkörnigen, unten etwas gröberen Sande dieser Rinne bilden ein einheitliches Grundwasserstockwerk, dessen Oberfläche bei Abbesbüttel bei etwa 74 m NN liegt und das mit Gefälle in nordöstlicher Richtung bei Wedesbüttel und Wedelheine bei etwa 70 m NN liegt. Das Grundwasser hat einen merklichen Gehalt an aggressiver Kohlensäure. 1959 wurde das Wasserwerk Wedelheine in Betrieb genommen, welches dieses Grundwasser fördert. Als Einzugsgebiet für dieses Grundwasservorkommen gilt die Geest des Papenteichs im Westen und der obere Teil der altpleistozänen Rinne im Südsüdwesten. Die überaus mächtige und fast reine Geschiebemergelfolge am Ostrand der Rinne verhindert jeden größeren Grundwasserzustrom aus dieser Richtung. Flächen um Wedesbüttel und westlich von Martinsbüttel sind Teil des Wasserschutzgebietes.
Dünen des Holozän sind in der Landschaft Papenteich vereinzelt vorhanden bzw. vorhanden gewesen, für Wedesbüttel jedoch trotz der altpleistozänen Rinne nicht nachweisbar.
In der Neuzeit ist die Geländeoberfläche vom Menschen besonders durch Geländeeinschnitte und Kippen beim Bau des Mittellandkanals sehr stark verändert worden.
Gleyböden, darunter besonders Pseudogleye und örtlich Parabraunerde-Pseudogleye, überwiegen. Die Gleye in den Bachniederungen basieren auf den Wechsel- und Überlagerungen feinsandiger Tone und toniger Grobsande.

### Klima
Der Ort liegt im Übergangsbereich zwischen atlantischen und kontinentalen Luftmassen und entsprechend zweier Klimatypen. Im Jahresmittel überwiesen West- und Südwestwinde, besonders von November bis Januar und von Juni bis August, die für ein Klima mit maritimen Einschlag stehen. Für Februar bis April liefert das feuchte kontinentale Klima häufig Ost- und Südostwinde. Das ganze Jahr über treten Niederschläge auf, maximal bei rund 71 mm im Juni und im trockensten Monat Februar rund 37 mm bei einem Jahresniederschlag von rund 620 mm. Die jährliche Durchschnittstemperatur beträgt 8,8 °C, wobei Juli mit 17,5 °C der wärmste und Januar mit rund 0,2 °C der kälteste Monat sind. Entsprechend ist die Klima-Klassifizierung nach Köppen und Geiger: „Seeklima“ Cfb.

## Geschichte
Der Ort wurde erstmals 1022 in einer Urkunde des Königs Heinrich II. erwähnt. Als -büttel-Dorf wurde es wahrscheinlich in der Binnenkolonisierung im Papenteich im 10. Jahrhundert  gegründet. Der Name besteht aus den zwei Namenteilen eines männlichen Vornamens und der Endung „büttel“ in der allgemeinen Bedeutung für Ansiedlung.
Das Dorf wuchs als Bauerndorf nur wenig, 1489 werden 6 Halbhöfe (als buhove = Bauernhöfe) und 3 Kötner, 1678 werden 6 Ackerhöfe und 7 Kötner registriert, ebenfalls 1777. Erst nach dem Zweiten Weltkrieg steigerte sich die Zahl der Wohngebäude und Einwohner.
Die Höfe hatten bis zur Auflösung der Grundherrschaft im 19. Jahrhundert (1841) verschiedene Grundherren.
Der Alternativname und die Schreibweise des Ortsnamens Wedesbüttel als „Wäsebüddel“ verdeutlicht die Aussprache im Dialekt des Papenteicher Platt. Das lange e wird als langes ä und die Konsonantendoppelung tt als dd ausgesprochen.
2022 feierte Wedesbüttel das 1000-jährige Ortsjubiläum, zu diesem Anlass wurde im Juni 2022 ein Gedenkstein enthüllt.

### Rittergut Wedesbüttel

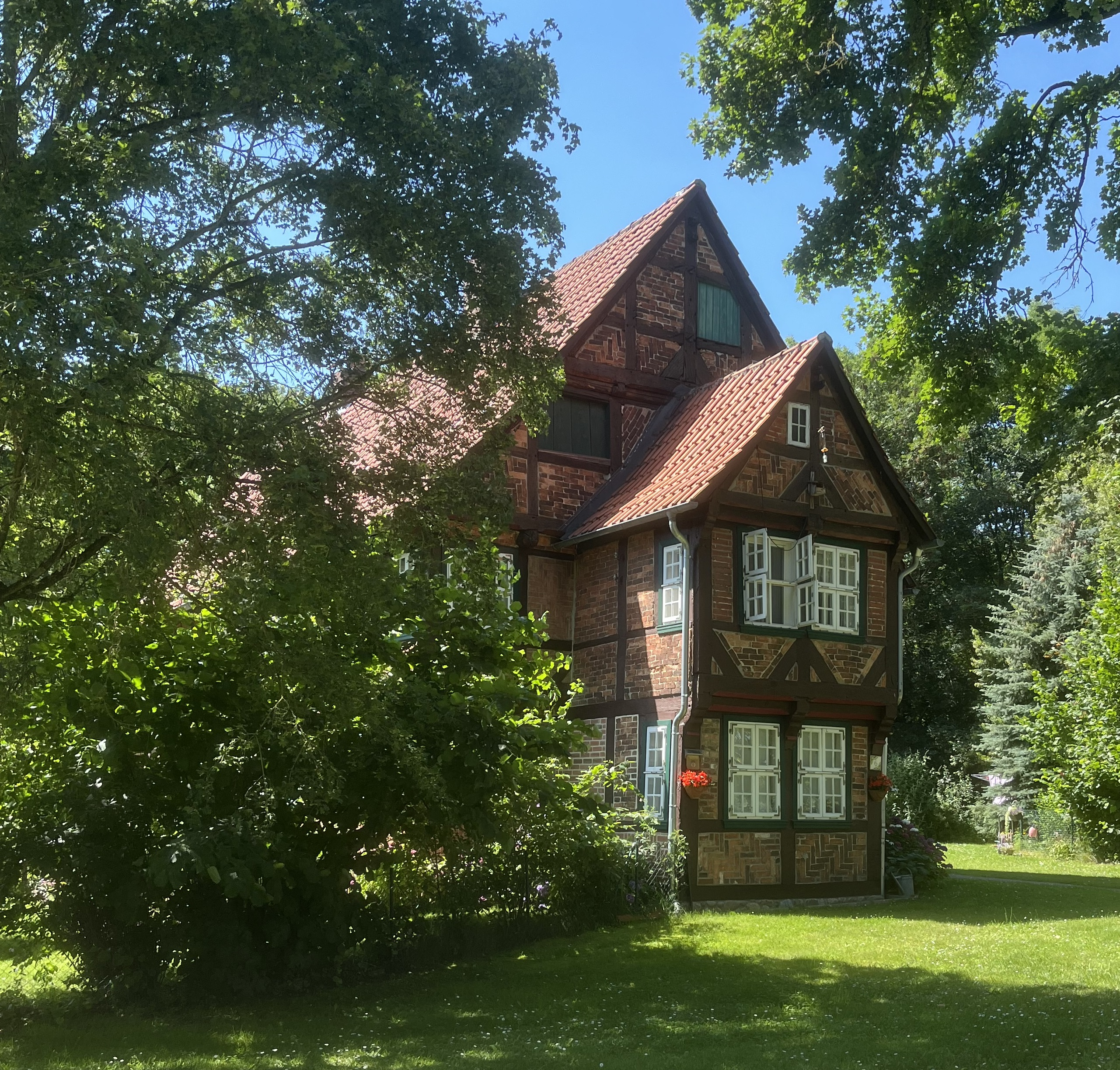
Haupthaus des Ritterguts Wedesbüttel, ehemalige Försterei, erbaut um 1654

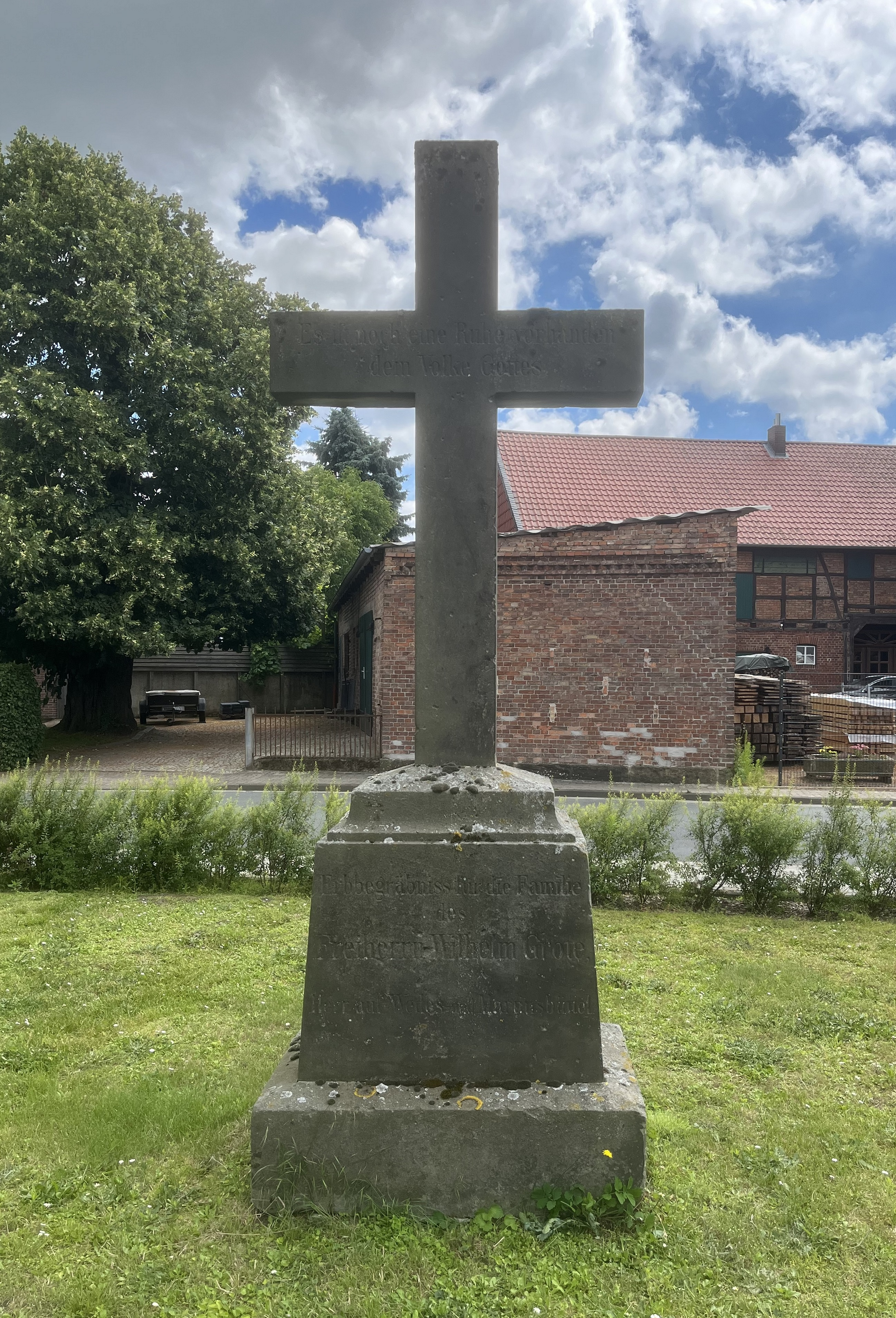
Kreuz an der Gutskapelle Wedesbüttel mit Inschrift: „Erbbegräbnis für die Familie des Freiherrn Wilhelm Grote Herr auf Wedes- und Martinsbüttel“

Am Nordwestrand des ursprünglichen Dorfes befand sich ein Gut, das der seit 1338 in Wedesbüttel begüterten Familie von Campe gehörte. Das Gut scheint relativ spät entstanden zu sein, denn in den mittelalterlichen Urkunden wird niemals ein bevorrechtigter Hof in Wedesbüttel erwähnt und die Wirtschaftsfläche des Gutes war auch nicht besonders groß.
Nachdem die Wedesbütteler Familienlinie der Familie von Campe mit dem Tod des Heinrich von Campe im Jahr 1639 ausgestorben war, wurden die Söhne von Otto Grote mit Wedesbüttel belehnt. Dabei wird ein adelig-freier, landtagsfähiger Hof erwähnt, bei dem es sich um eine ehemalige Burganlage gehandelt haben dürfte. 1643 erhielt Thomas Grote (1594–1657) das Gut allein. Nach dem Dreißigjährigen Krieg nahm Thomas Grote um 1651 den Neuaufbau des Gutes vor. 1656 kaufte Thomas Grote zudem das Lehen von Martinsbüttel und löste dann endgültig von Campe als Lehnsherrn ab. Nachfolger auf dem Gut Wedesbüttel waren sein ältester Sohn Otto Grote (1636–1693) und anschließend bis 1753 einer seiner Enkel, danach kam das Gut an Grotes aus Wrestedt und anschließend an die Familie Grote aus Breese. 1816 erbte Wilhelm von Grote das Gut, 1850 folgte ihm sein Sohn Carl Friedrich August Ferdinand Grote (1813–1868) auf Wedesbüttel nach. Nachdem Carl Friedrich August Ferdinand Grote von 1862 bis 1864 auf dem Gut Martinsbüttel, das zusammen mit Wedesbüttel in seinem Besitz war, ein neues Herrenhaus erbaut hatte und dorthin umgezogen war, ließ er 1866 das massive Wohnhaus auf dem Gut Wedesbüttel abreißen. Letzter Lehnsträger des Gutes Wedesbüttel aus der Familie Grote war bis zu seinem frühen Tod dessen Sohn Wilhelm Freiherr Grote (1863–1902).
Die Grote’sche Gutsherrschaft in Wedesbüttel endete 1909 durch Verkauf des Gutes an Karl von Schwartz. Zu diesem Zeitpunkt sollen noch Reste der alten Burggebäude vorhanden gewesen sein. Reste der Grabenbefestigung wurden 1928/29 beim Bau des Mittellandkanals zerstört, die letzten Reste wurden in den folgenden Jahrzehnten verfüllt. Von der Gestalt der Burg zeugt nur ein Plan, der vor ihrer Zerstörung angefertigt wurde. Nach dieser war das ungefähr rechteckige Burgareal außer im Westen und Südwesten von einem 15 m breiten und 3 m tiefen Graben umgeben. Frühere Karteneinträge und Beobachtungen während des Kanalbaus zeugen ebenfalls von der Burg. Auf dem unzerstörten Teil der Burgfläche im Südosten steht heute eine um 1654 erbaute Försterei, das heutige Herrenhaus, das in den 1990er Jahren umfassend saniert wurde. Durch die Heirat von Marie Bibrette Eleonore von Schwartz, einer Enkelin des Karl von Schwartz,  mit Hans-Dietrich Heinrich Egon von Knobelsdorff ging das Gut an die Familie von Knobelsdorff über. Noch heute gehört das Gut Wedesbüttel zur Ritterschaft des vormaligen Fürstentums Lüneburg.
Östlich des Burggrabens befindet sich wohl im ehemaligen Vorburgbereich die Gutskapelle aus der Zeit um 1500.

### Eingemeindungen
Wedesbüttel war bis 1970 ein selbständiges Dorf. Teil von Wedesbüttel war das voraussichtlich im 15. Jahrhundert wüst gewordene Martinsbüttel, dessen Fläche danach Teil der Gemarkung von Wedesbüttel wurde.  Mit der niedersächsischen Gebiets- und Gemeindereform 1970 wurde das Dorf Ortsteil der Gemeinde Meine, diese wiederum Mitgliedsgemeinde der Samtgemeinde Papenteich.

### Einwohnerentwicklung
| Jahr      | 1910 | 1925 | 1933 | 1939 | 2018 | 2022 |
| --------- | ---- | ---- | ---- | ---- | ---- | ---- |
| Einwohner | 155  | 170  | 329  | 268  | 559  | 581  |

## Religion
Mit seiner Gründung war der Ort kirchenrechtlich Teil des römisch-katholischen Bistums Halberstadt. Die Reformation bewirkte unter Herzog Ernst dem Bekenner bereits 1527 den Vorrang für die evangelisch-lutherische Glaubensrichtung. Mit dem Ende des Zweiten Weltkrieges setzten Veränderungen ein. Da eine Registrierpflicht nicht besteht, seien stellvertretend die bekannten Religionsgemeinden aufgeführt: Evangelisch-lutherische Kirchengemeinde St. Stephani, Meine; St. Andreas (Meine) als Teil der katholischen Pfarrei St. Altfrid Gifhorn/Meine; Freie Evangelische Bibelgemeinde Meine.

## Politik

### Gemeinderat, Bürgermeister
Seit 1970 wird der Ort über den Gemeinderat und Bürgermeister der Gemeinde Meine vertreten.

### Wappen
Der Ort hat kein eigenes Wappen, jedoch sind Symbole dieses Ortes in das Wappen der Gemeinde Meine eingeflossen: Das springende schwarze Pferd entstammt dem Wappen des Wedesbütteler Grundherrn von Grote. 

### Ortspartnerschaften
Der Ort hat keine eigenen offiziellen oder amtlichen Orts- oder Städtepartnerschaften.
Partnerschaft in besonderer Art besteht mit dem Nachbarort Wedelheine. Bereits im 19. Jh. gab es einen gemeinsamen Gesangverein (1871), der Friedhof in Wedelheine war (bis zur Einrichtung eines eigenen Friedhofs in Wedesbüttel) verpflichtende Begräbnisstätte für die Einwohner von Wedesbüttel, in der Grundschule („Volksschule“) in Wedesbüttel waren auch die Kinder aus Wedelheine schulpflichtig. Mit dem Bau des Mittellandkanals wurde eine kleine, besondere Brücke für die Bewohner der beiden Dörfer errichtet: eine schmale, nur für Fußgänger zugelassene Brücke (sie wurde 1973 wegen des Kanal-Ausbaus durch eine wesentlich schmalere Brücke ersetzt). Schützen- und Sportverein sowie die Freiwillige Feuerwehr überspannen beide Dörfer. Der Kindergarten „Villa Kunterbunt“ in Wedesbüttel ist für Kinder aus allen Dörfern zugänglich.

## Kultur und Sehenswürdigkeiten

### Musik
In den 1970er Jahren befand sich im Ort das Tonstudio „Werkstatt Wedesbüttel“, in dem Bands der damaligen deutschen Musikszene, z. B. „Kraan“ und „Andi Nogger“, Aufnahmen für Schallplatten-Veröffentlichungen machten. Das Studio war zunächst auch Sitz der Band „Holde Fee“ (1971–1973).

### Bauwerke
Gutskapelle (um 1500 aus Bruchsteinen gebaut, 1654 renoviert), Altes Försterhaus (1646, ursprünglich ein Teil der Gutsgebäude, nach dem Umzug des Guts nach Martinsbüttel Nutzung als Wohnhaus u. a. des Försters des Freiherrn Grote), Volksschule (Ende 19. Jh.; inzwischen Nutzung als privates Wohnhaus), Industriedenkmal Wasserturm (Prinzip des hydrostatischen Drucks nach dem Bau des MLK), Wiegehäuschen (Anfang des 20. Jh.; gemeinschaftliche Viehwaage), Kühlhaus (ca. 1955; Gebäude noch vorhanden, inzwischen entkernt und außer Funktion), Kindergarten (ca. 1980 als Umbau des zweiten Schulgebäudes von ca. 1965), Baudenkmal Bauernhaus aus Ummern (von 1790, jedoch nicht ursprünglich in Wedesbüttel, sondern 1984 umgesetzt aus Ummern)

### Vereinswesen
der Großteil der örtlichen Vereine sind gemeinschaftliche Organisationen mit den Dörfern Wedelheine und Martinsbüttel.
- 1. FC Wedelheine e. V. – Fußballclub
- SV Wedes-Wedel – Sportverein
- Schützenverein Germania
- Freiwillige Feuerwehr Wedesbüttel/Wedelheine
- Geschichts-, Kultur- und Heimatverein Wedesbüttel, Wedelheine und Martinsbüttel e. V.
- Junge Gesellschaft Pferdestall Wedes-Wedel e. V. (Betreiber des Jugendclub in Wedelheine)

### Veranstaltungsorte
Zur Förderung der Dorfgemeinschaft Wedesbüttel, Wedelheine und Martinsbüttel gibt es in Wedelheine Veranstaltungeinrichtungen, die teilweise durch Vereine aber auch durch Freiwillige gepflegt und betrieben werden. Folgende Einrichtungen sind neben ihren Regelveranstaltungen auch durch die Öffentlichkeit nutz- und buchbar. Beispielsweise für Familienfeiern, Geburtstagsfeiern, Vereinsfeiern, Mitarbeiterevents, Weihnachtsfeiern, Schulveranstaltungen, Jahrgangsfeiern und vieles mehr.
- Dorfgemeinschaftshaus
- Jugendclub
- Grillhütte